# Smíšené družstvo na Letních olympijských hrách 1900
Smíšenému družstvu na Letních olympijských hrách 1900 ve francouzské Paříži byly přičteny medaile na základě rozhodnutí Mezinárodního olympijského výboru. Jednalo se o případy, kdy v neindividuálních soutěžích startovala družstva složená z olympioniků více národních olympijských výborů.
V sedmi sportech získalo smíšené družstvo dvanáct medailí, z toho šest zlatých kovů.

## Medailisté
| Medaile | Jméno | Sport             | Soutěž                     |
| ------- | --- | ----------------- | -------------------------- |
| Zlato   | Charles Bennett (GBR) · John Rimmer (GBR) · Sidney Robinson (GBR) · Stan Rowley (AUS) · Alfred Tysoe (GBR)                           | atletika          | běh družstev na 5000 metrů |
| Zlato   | Denis St. George Daly (GBR) · Foxhall Parker Keene (USA) · Frank Mackey (USA) · Alfred Rawlinson (GBR)                               | vodní pólo        | vodní pólo                 |
| Zlato   | François Brandt (NED) · Hermanus Brockmann (NED) · Roelof Klein (NED) · neznámý francouzský sportovec (FRA)                          | veslování         | dvojka s kormidelníkem     |
| Zlato   | Frédéric Blanchy (FRA) · E. William Exshaw (GBR) · Jacques Le Lavasseur (FRA)                                                        | jachting          | Třída 2–3 tuny (1. závod)  |
| Zlato   | Frédéric Blanchy (FRA) · E. William Exshaw (GBR) · Jacques Le Lavasseur (FRA)                                                        | jachting          | Třída 2–3 tuny (2. závod)  |
| Zlato   | Edgar Aabye (DEN) · August Nilsson (SWE) · Eugen Schmidt (DEN) · Gustaf Söderström (SWE) · Karl Staaf (SWE) · Charles Winckler (DEN) | přetahování lanem | přetahování lanem          |
| Stříbro | Walter McCreery (USA) · Frederick Freake (GBR) · Walter Buckmaster (GBR) · Jean de Madre (GBR)                                       | vodní pólo        | vodní pólo                 |
| Stříbro | Max Decugis (FRA) · Basil Spalding de Garmendia (USA)                                                                                | tenis             | mužská čtyřhra             |
| Stříbro | Hélène Prévostová (FRA) · Harold Mahony (GBR)                                                                                        | tenis             | smíšená čtyřhra            |
| Bronz   | Frederick Agnew Gill (GBR) · Robert Fournier-Sarlovèze (FRA) · Edouard Alphonse de Rothschild (FRA) · Maurice Raoul-Duval (FRA)      | vodní pólo        | vodní pólo                 |
| Bronz   | Marion Jonesová (USA) · Lawrence Doherty (GBR)                                                                                       | tenis             | smíšená čtyřhra            |
| Bronz   | Hedwiga Rosenbaumová (BOH) · Archibald Warden (GBR)                                                                                  | tenis             | smíšená čtyřhra            |